# Peter Mudra
Peter Mudra (* 1961) ist ein deutscher Pädagoge, Betriebswirt und Hochschullehrer der Hochschule für Wirtschaft und Gesellschaft Ludwigshafen.

## Werdegang
Nach einer Ausbildung zum Bankkaufmann arbeitete er von 1980 bis 2000 im Bankgewerbe. Im Jahr 1988 begann er ein Studium der Pädagogik und Betriebswirtschaft und promovierte 1998 im Fach Berufspädagogik an der Universität Karlsruhe. Im September 2000 übernahm er eine Professur für Allgemeine Betriebswirtschaftslehre, insbesondere Personalmanagement und Personalentwicklung, an der Fachhochschule Ludwigshafen, die seit 2019 Hochschule für Wirtschaft und Gesellschaft Ludwigshafen heißt.
Von 2000 bis 2010 leitete Mudra den Studiengang Internationales Personalmanagement und Organisation (seit 2003 Bachelorstudiengang), von 2003 bis 2010 den konsekutiven Masterstudiengang International Human Resources Management.  sowie von 2008 bis 2025 den von ihm unter Einbindung der Wirtschaft entwickelten, berufsbegleitenden Studiengang MBA Human Resources Management. Anfang 2010 wurde Mudra zum Präsidenten der heutigen Hochschule für Wirtschaft und Gesellschaft Ludwigshafen gewählt und 2015 in diesem Amt bestätigt. Die zweite Amtszeit endete im März 2022. Auf eine nochmalige Kandidatur verzichtete er und widmet sich seither wieder der Lehre (Personalführung und Personalentwicklung) sowie der Forschung. Er ist assoziierter Professor am Institut für Management und Innovation (IMI) an der HWG Ludwigshafen. Sein Nachfolger als Hochschulpräsident ist Gunther Piller.
Mudra engagiert sich in mehreren Vereinen und Stiftungen, u. a. beim Schülerforschungszentrum Ludwigshafen-Vorderpfalz e.V. (Kuratoriumsvorsitz).

## Werke (Auswahl)
- Future Skills Anforderungen an eine dynamische Kompetenzentwicklung. In: Mudra, P.; Sellinger, M.; Völker, R. (Hrsg.): New Work. Gestaltung der digitalen Arbeitswelt. Stuttgart 2024, S. 121–142
- herausgegeben mit Sellinger, M.; Völker, R.: New Work – Gestaltung der digitalen Arbeitswelt. Stuttgart 2024: Kohlhammer (Reihe Denkanstöße).
- Personalentwicklung als qualitative Personalveränderungsmanagement, in: Müller-Vorbrüggen, M.; Radel, J. (Hrsg.): Handbuch Personalentwicklung. Die Praxis der Personalbildung, Personalförderung und Arbeitsstrukturierung, Stuttgart 2022, S. 35–49
- Berufsbegleitende Studiengänge. In: Müller-Vorbrüggen, M.; Radel, J. (Hrsg.): Handbuch Personalentwicklung. Die Praxis der Personalbildung, Personalförderung und Arbeitsstrukturierung. Stuttgart 2022, S. 329–352
- Studierendenorientierung und Kompetenzorientierung als Handlungsprinzipien, in: Stang, R.; Becker, A. (Hrsg.): Lernwelt Hochschule 2030. Konzepte und Strategien für eine zukünftige Entwicklung, Berlin 2022, S. 133–145
- mit Müller und Harry: Das ‚Nichtsemester‘ ist keine Lösung. Warum der Beschluss der KMK zur Durchführung des Sommersemesters 2020 zu begrüßen ist. In: Hochschulmanagement – Zeitschrift für die Leitung, Entwicklung und Selbstverwaltung von Hochschulen und Wissenschaftseinrichtungen. ISSN 1860-3025, Heft 1/2020, S. 18–21.
- Das Kompetenzset der Zukunft für Personalmanager. In: W. Appel, M. Wahler (Hrsg.): Die digitale HR-Organisation – Wo wir stehen, was wir brauchen. Luchterhand, Köln 2018, ISBN 978-3-472-09519-4, S. 75–85.
- Zwischen Freiräumen und Verbindlichkeit – Anforderungen an das Führen im Bildungsbereich. In: Karl Mäder, Erika Stäuble (Hrsg.): Wirken statt blockieren – Führung in Bildung und Schule. Hogrefe, Bern 2018, ISBN 978-3-456-85804-3, S. 71–87.
- Personalmanagement im Spannungsfeld von Individualisierung und Persönlichkeitsentwicklung. In: Bernd-Joachim Ertelt u. a. (Hrsg.): HR zwischen Anpassung und Emanzipation. Beiträge zur Entwicklung einer eigenständigen Berufspersönlichkeit. Peter Lang, Frankfurt 2012, ISBN 978-3-631-63195-9, S. 37–49.
- Akademisierung kontra Praxisnähe? In: Personalführung. ISSN 0723-3868, Heft 2/2008, S. 4–6.
- Effektive Führung von Mitarbeitern – Ansatzpunkte für eine strukturierte Reflexion. In: UPDATE – Forschung & Wirtschaft. Heft 5/2007, S. 44–49. (hs-mainz.de, abgerufen am 25. Oktober 2018)
- Die Entwicklung einer gemeinsamen Hochschule Ludwigshafen. In: Spektrum. Heft Oktober 2018, S. 4–7. (hs-lu.de, abgerufen am 25. Oktober 2018)
- mit Marco Rupp und Alexander Unger: Führungspositionen aufgeben. In: Personal. ISSN 0031-5605, Heft 9/2005, S. 54–56.
- Ist soziale Betriebsgestaltung ein Anachronismus. ASB Management-Zentrum, Heidelberg 2008.
- Pädagogisch-psychologische Motivationstheorien. In: Michael Müller-Vorbrüggen u. a. (Hrsg.): Handbuch Personalentwicklung. Schäffer-Poeschel, Stuttgart 2016, ISBN 978-3-7910-3520-8, S. 137–157.
- Personalentwicklung. Vahlen, München 2004, ISBN 3-8006-3183-0. (books.google.de Leseproben bei Google Books, abgerufen am 25. Oktober 2018) (adalbert-ruschel.de Rezension von Adalbert Ruschel, abgerufen am 25. Oktober 2018)
- Peter Mudra: Berufsbegleitende Studiengänge. In: Reiner Bröckermann u. a. (Hrsg.): Handbuch Personalentwicklung. Schäffer-Poeschel, Stuttgart 2016, ISBN 978-3-7910-3520-8, S. 383–407.
- Qualität der Personalbildung. In: Reiner Bröckermann u. a. (Hrsg.): Qualitätskonzepte im Personalmanagement. Schäffer-Poeschel, Stuttgart 2007, ISBN 978-3-7910-2681-7, S. 255–268.
- mit Marco Rupp und Alexander Unger: Stand und Entwicklung der betrieblichen Weiterbildung. In: Weiterbildung. ISSN 1861-0501, Heft 3/2005, S. 24–27.
- Studie zur Personalarbeit im KMU-Bereich. Fachhochschule Ludwigshafen am Rhein, Ludwigshafen/Rhein 2006.
- Weiterbildung. Fachhochschule Ludwigshafen am Rhein, Ludwigshafen/Rhein 2005.